# レアル・カシミールFC
レアル・カシミールFC (Real Kashmir Football Club) は、インドのシュリーナガルを本拠地とするプロのサッカークラブ。全インドサッカー連盟 (AIFF) からライセンスを受け、Iリーグの一員としてリーグ戦に参加している。ジャンムー・カシミール連邦直轄領に本拠を置くレアル・カシミールFCは、カシミールのチームとしては初めて、Iリーグのトップ・リーグに参戦したチームである.。最初に全国レベルの大会に参加したのは、2016年9月のデュランド・カップ(2016 Durand Cup) であった。2017年7月、レアル・カシミールFCは、ジャンムー・カシミール州のクラブとしては初めて、海外遠征をおこない、スコットランドで4試合を戦った。レアル・カシミールFCは、AIFFが定める4つのカテゴリー全てに参加している
2018年5月、レアル・カシミールFCは、Iリーグ2部の2017-18シーズン最終戦でヒンドゥスターンFCを 3–2. で下して優勝を果たし、2018-19シーズンからのIリーグ昇格を勝ち取った。

## 歴史
2018年5月30日、レアル・カシミールFCは、Iリーグ2部の2017-18シーズン最終戦でヒンドゥスターンFCを 3–2. で下した。2016年のチーム結成から2シーズン目での優勝であり、チームは2018-19シーズンからのIリーグ昇格を勝ち取った。
2018年8月、レアル・カシミールFCのユース・チームは、シーズン前のトレーニングの一環としてドイツに遠征し、世界最高峰のチームのひとつであるボルシア・ドルトムント (BVB) と合同練習をおこなった。ユース・チームは、BVBのトップ・チームも使用するトレーニング・センターを訪れた。また、有名なBVBのホーム・スタジアムであるヴェストファーレンシュタディオン（ジグナル・イドゥナ・パルク）も訪れた。

## スタジアム
レアル・カシミールFCは、現在のところ、TRCターフ・グラウンドをホーム・グラウンドとして使用しているが、これはバクシ・スタジアムの施設改修の終了までの予定である。
2019-20シーズンには、現在工事中のバクシ・スタジアムでホーム・ゲームが開催される見込みであるとされていた。実際には工事は大幅に遅れており、2018年10月の報道では州当局高官の発言として、2019年3月には竣工の見込みと報じられたが、2019年8月の報道では、クラブ・オーナーのひとりであるサンデープ・チャトー (Sandeep Chatoo) の言として「なお6か月から8か月の工期を要する」と伝えられた。

## 世界的な注目
レアル・カシミールFCは、英国放送協会 (BBC) が、このチームと、スコットランド人監督デイヴィッド・ロバートソン を追った『Real Kashmir FC』というドキュメンタリー番組を作ったことを契機に、国際的にも注目されるようになった。